# Agnès Firmin-Le Bodo

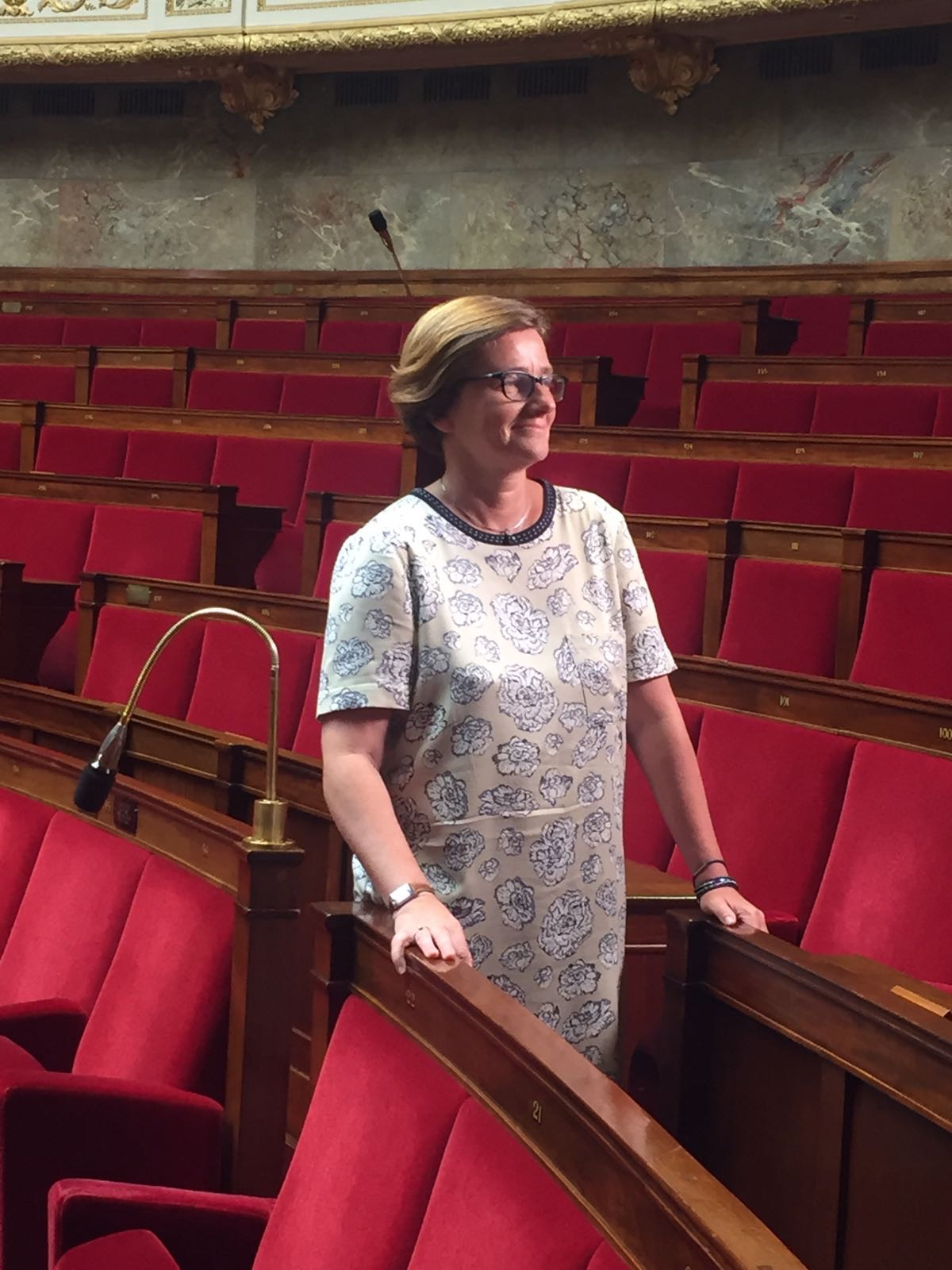
Agnès Firmin-Le Bodo (2017)

Agnès Firmin-Le Bodo (geboren am 20. November 1968 in Le Havre, Frankreich) ist eine französische Pharmazeutin und Politikerin (Horizons). Von Dezember 2023 bis Januar 2024 war sie Gesundheitsministerin im Kabinett von  Premierministerin Élisabeth Borne. Von 2017 bis 2022 war sie Mitglied der Nationalversammlung für den Wahlkreis  Seine-Maritime VII.

## Politische Laufbahn
Im November 2017 trat  Firmin-Le Bodo aus ihrer bisherigen Partei Les Républicains (LR) aus und schloss sich der neugegründeten Partei  Agir an.
Im Parlament war Firmin-Le Bodo Mitglied im Ausschuss für Soziale Fragen. Ferner beteiligte sie sich an der  Parlamentsgruppe für französisch-amerikanische Freundschaft  und an der französisch-australischen Freundschaftsgruppe.
Am 20. Dezember 2023 wurde sie nach dem Rücktritt von Aurélien Rousseau zur Ministerin für Gesundheit und Prävention ernannt, obwohl gegen sie in eine Untersuchung im Zusammenhang mit der Leitung ihrer Apotheke lief.

## Kontroversen
Firmin-Le Bodo erhielt für ihre Unterstützung der Einführung eines Impfpasses Morddrohungen.